# Stenagra multipunctata
Stenagra multipunctata är en fjärilsart som beskrevs av George Francis Hampson 1920. Stenagra multipunctata ingår i släktet Stenagra och familjen träfjärilar. Inga underarter finns listade i Catalogue of Life.